# Amegilla grandiceps
Amegilla grandiceps är en biart som först beskrevs av Heinrich Friese 1905.  Amegilla grandiceps ingår i släktet Amegilla och familjen långtungebin. Inga underarter finns listade i Catalogue of Life.